# Mozac
Mozac – miejscowość i gmina we Francji, w regionie Owernia-Rodan-Alpy, w departamencie Puy-de-Dôme.
Według danych na rok 2007 gminę zamieszkiwało 3510 osób, a gęstość zaludnienia wynosiła 866,6 osoby/km² (wśród 1310 gmin Owernii Mozac plasuje się na 57. miejscu pod względem liczby ludności, natomiast pod względem powierzchni na miejscu 1011.).